# Juan Alberto Merlos
Juan Alberto Merlos Toledo (ur. 25 maja 1945 w Mar del Plata, zm. 19 czerwca 2021) – argentyński kolarz torowy i szosowy, brązowy medalista torowych mistrzostw świata.

## Kariera
W 1964 roku Juan Alberto Merlos wystartował na igrzyskach olimpijskich w Tokio w 1964 roku, zajmując piąte miejsce w drużynowym wyścigu na dochodzenie. Trzy lata później zdobył srebrny medal indywidualnie podczas igrzysk panamerykańskich w Winnipeg. Na torowych mistrzostwach świata w Montevideo w 1968 roku wspólnie z Carlosem Álvarezem, Juanem Alvesem i Ernesto Contrerasem zdobył brązowy medal w drużynowym wyścigu na dochodzenie. W tym samym roku brał także udział w igrzyskach olimpijskich w Meksyku, gdzie był siódmy w drużynowej jeździe na czas, dwunasty w indywidualnym wyścigu na dochodzenie oraz odpadł w eliminacjach drużynowego wyścigu na dochodzenie. Ostatni medal zdobył podczas igrzysk panamerykańskich w Cali, kiedy ponownie zajął drugie miejsce w indywidualnym wyścigu na dochodzenie, ulegając tylko Kolumbijczykowi Martínowi Emilio Rodríguezowi.